# Профессор Зазуль
Профессор Зазуль (пол. Profesor Zazul) — польский научно-фантастический телевизионный фильм по рассказу С.Лема «Профессор Зазуль» из цикла «Воспоминания Ийона Тихого» (в других изданиях воспоминание № 2) 1965 г.

## В ролях
- Станислав Мильский — Профессор Зазуль
- Пётр Куровский — Ийон Тихий

## Сюжет
Ийон Тихий, спасаясь от непогоды, попадает в старый и странный дом. Там он знакомится с не менее странным хозяином дома — профессором Зазулем. Ученый рассказывает о своих опытах и даже раскрывает свою самую страшную тайну: Зазуль сам себя клонировал, а потом один из Зазулей заспиртовал второго для потомков. Оставшийся Зазуль хочет провести ещё более «интересный» опыт с Тихим. Тихому удается уйти.